# Hever Castle
Hever Castle is een kasteel in Hever in het district Sevenoaks in Kent in Engeland. Het was de zetel van de familie van Anna Boleyn, de echtgenote van de Engelse koning Hendrik VIII. Anna was hier wellicht niet geboren maar ze woonde er tot haar vader haar in 1513 naar de Zuidelijke Nederlanden stuurde voor een opvoeding aan het hof van Margaretha van Oostenrijk.

## Bouwgeschiedenis
Het oudste gedeelte van het kasteel gaat terug naar het jaar 1270 en bestond toen uit een poorthuis en een omwald mottekasteel. In 1462 bouwde Geoffrey Boleyn (jongere broer van Thomas Boleyn) de constructie om tot een herenhuis. Hij trok binnen de muren een woning in Tudorstijl op. Een derde periode van aanpassingen kwam er in de 20e eeuw toen het kasteel in 1903 werd aangekocht en later hersteld en gerenoveerd door de Amerikaan William Waldorf Astor.
In 1963 werd het kasteel voor de eerste maal opengesteld voor het publiek. Op 15 september 1968 trof een zware storm het zuidoosten van Engeland. De rivier Eden in Kent overstroomde en het water kwam 1,3 m hoog te staan in het kasteel. Het personeel moest per boot worden gered. Het duurde vier jaar om de schade te herstellen. Als gevolg van de hoog oplopende kosten voor onderhoud verkocht een kleinzoon van William Waldorf Astor het kasteel en het domein aan John Guthrie in 1983.
Heden ten dage is het kasteel een museum en is ook de tuin een belangrijke toeristische attractie. Anno 2017 kan het kasteel nog steeds worden bezocht en is het een locatie voor evenementen. Tijdens de zomermaanden worden er steekspelen georganiseerd.

## Hever Castle en zijn bewoners
Geoffrey Boleyns kleinkind, Thomas Boleyn, erfde het kasteel in 1505. Hij leefde er met zijn vrouw Lady Elisabeth Howard en hun kinderen George, Mary en Anna. De laatste werd later de tweede vrouw van Hendrik VIII. Het is niet bekend of Anna in het kasteel werd geboren doordat haar geboortedatum onzeker is. Zeker is dat ze er woonde tot ze naar het hof van Margaretha van Oostenrijk in Mechelen werd gezonden voor haar opvoeding. Hendrik gebruikte vaak het nabijgelegen Bolebroke Castle voor zijn ontmoetingen met Anna.
Het kasteel kwam in 1539, na de dood van Anna's vader, in het bezit van de koning. Hij schonk het aan Anna van Kleef in 1540 als deel van de regeling die volgde op de ontbinding van hun huwelijk.
Na Hendrik VIII kwam het domein opeenvolgend in verschillende handen.
In 1903 werd het aangekocht door William Waldorf Astor.

## Hever Castle en zijn bezienswaardigheden
In het kasteel is een aantal schilderijen bewaard in Tudorstijl die waardevol zijn en uit de 16e eeuw stammen. Onder meer schilderijen van Hendrik en van al zijn vrouwen zijn er tentoongesteld. De slaapkamer van Henrik VIII en van Anna Boleyn zijn bewaard gebleven.

## Galerij

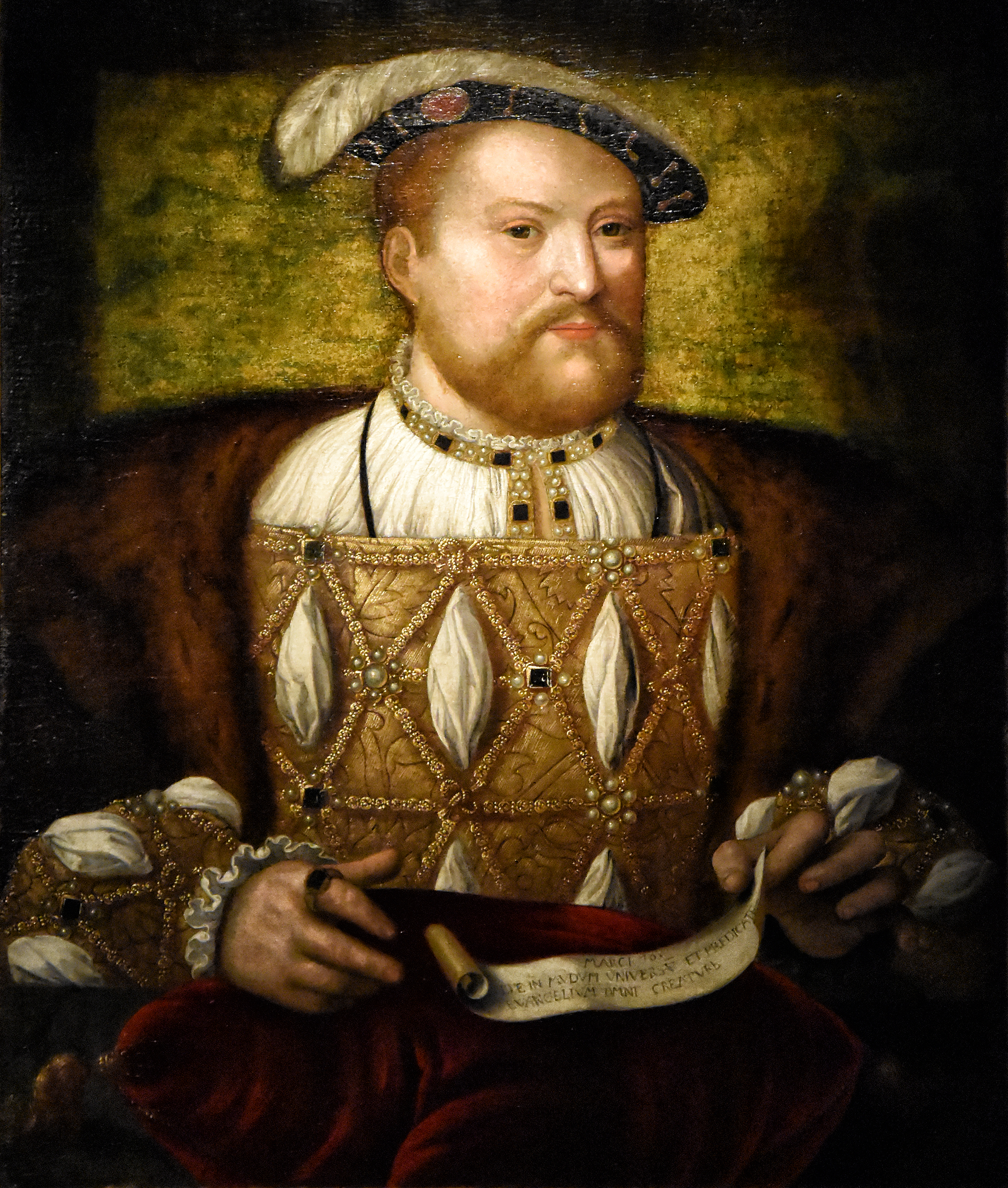
Hendrik VIII door een navolger van Joos van Cleve
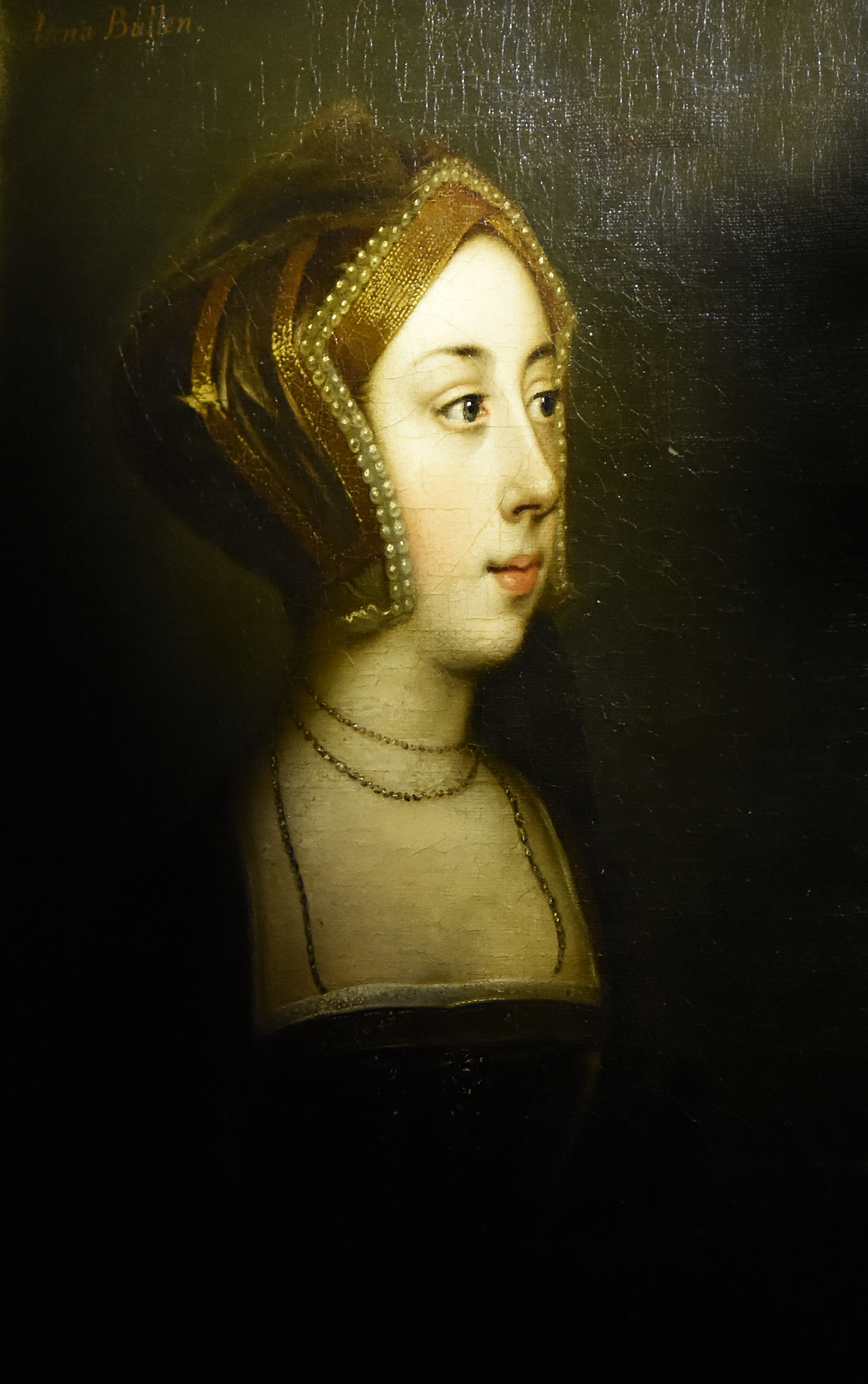
Anna Boleyn door een onbekende navolger van Hans Holbein de Jongere
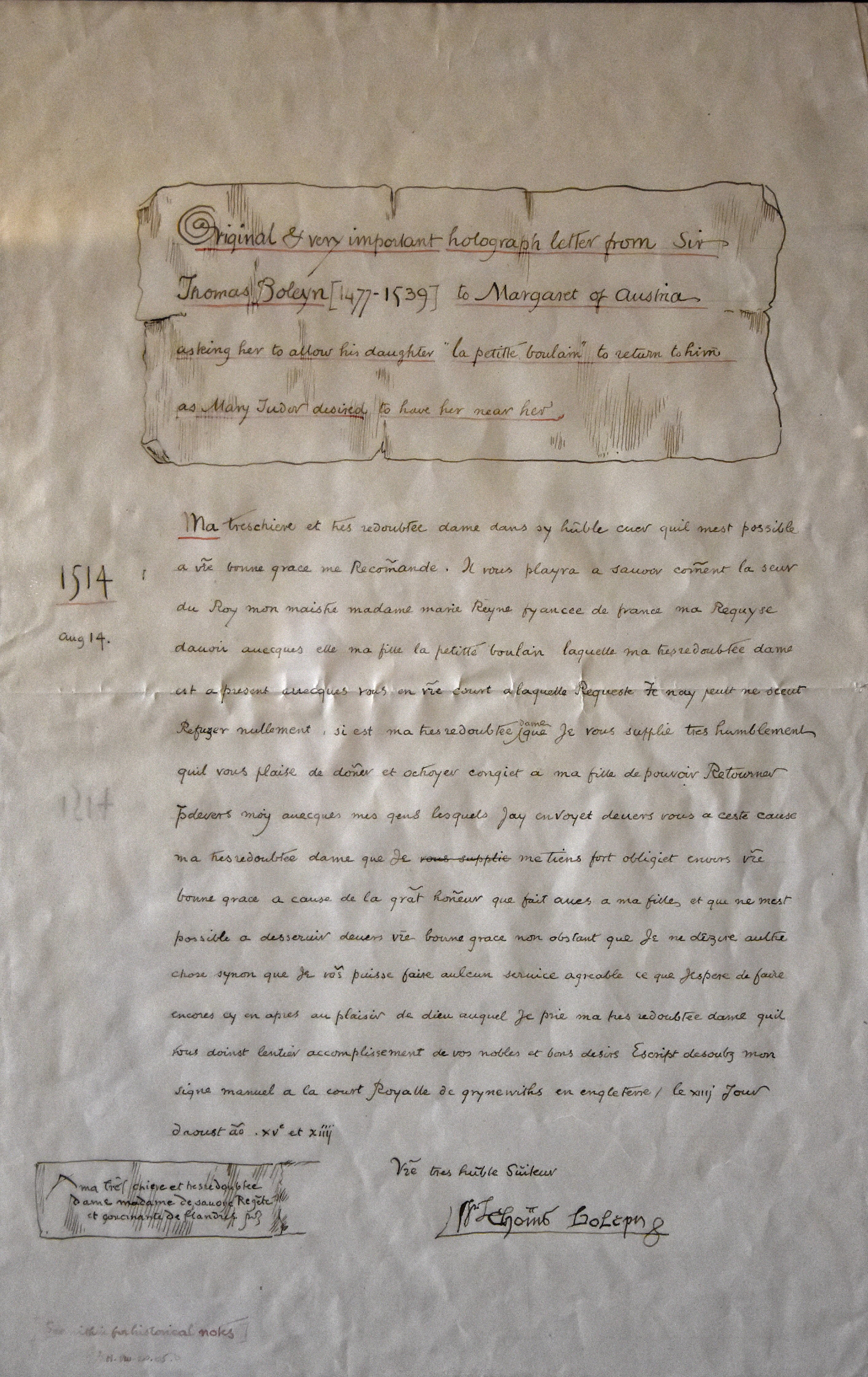
Brief van Anna's vader aan Margaretha waarin hij zijn dochter terug roept
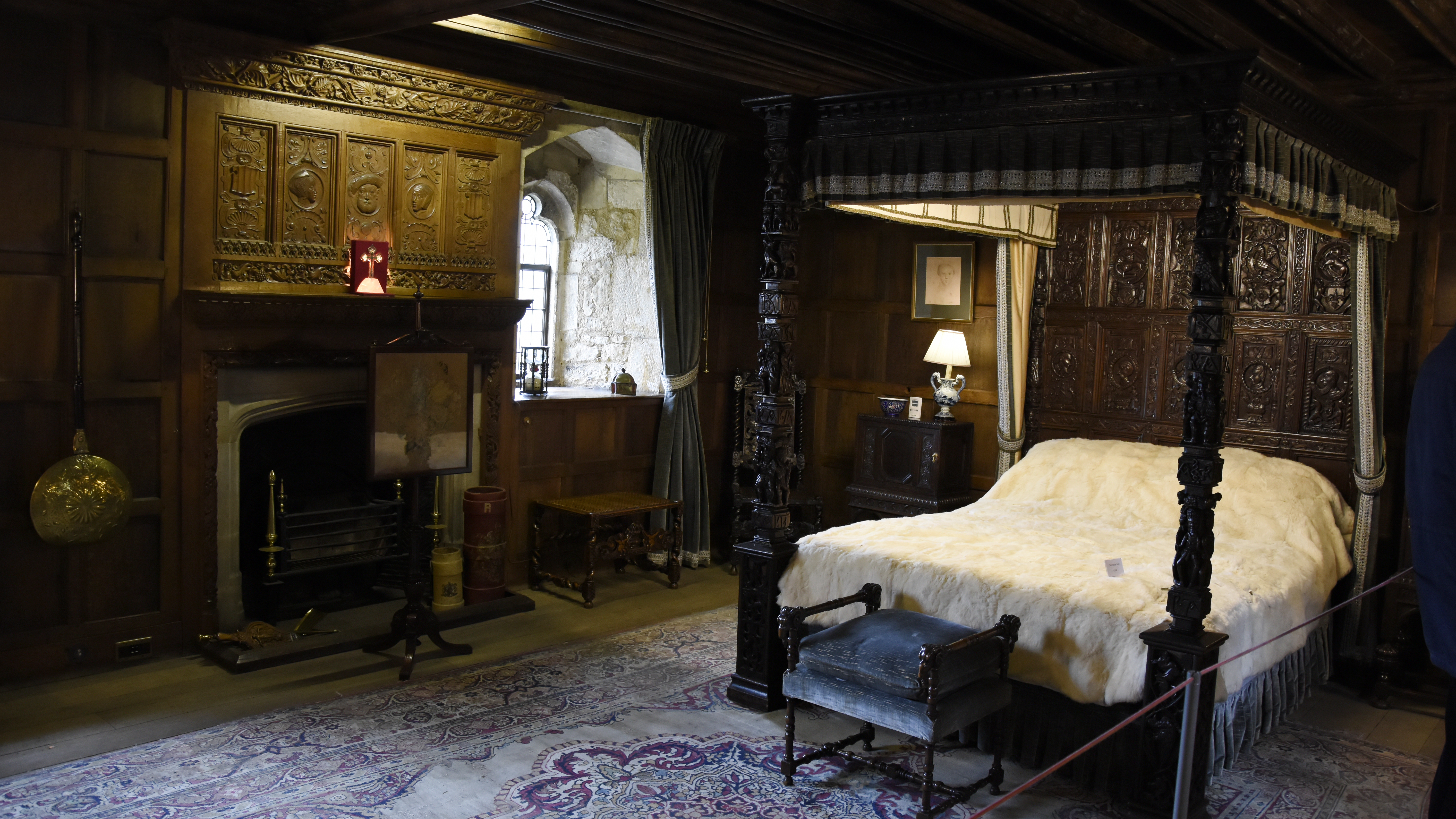
De slaapkamer van Hendrik VIII
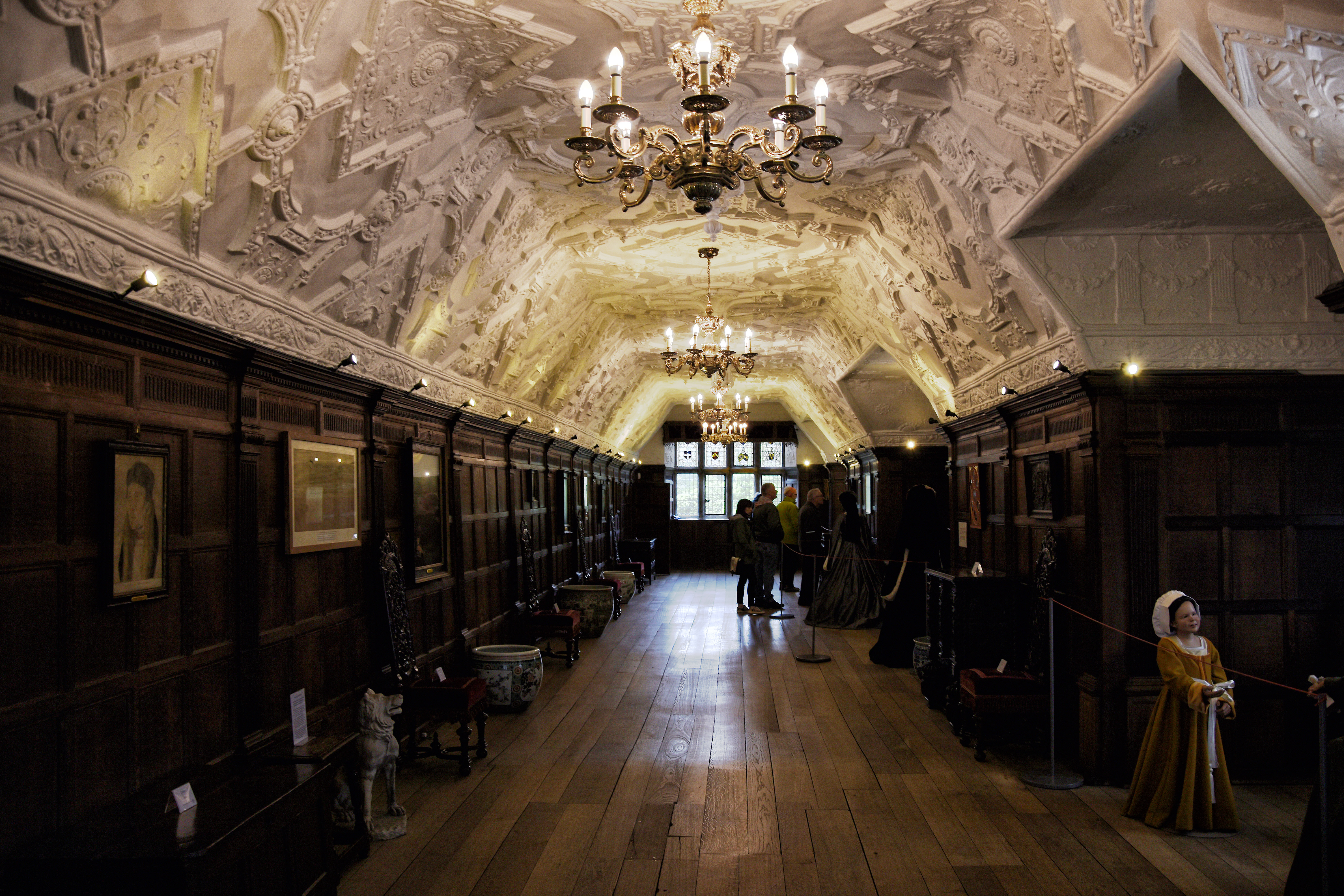
The Long Gallery
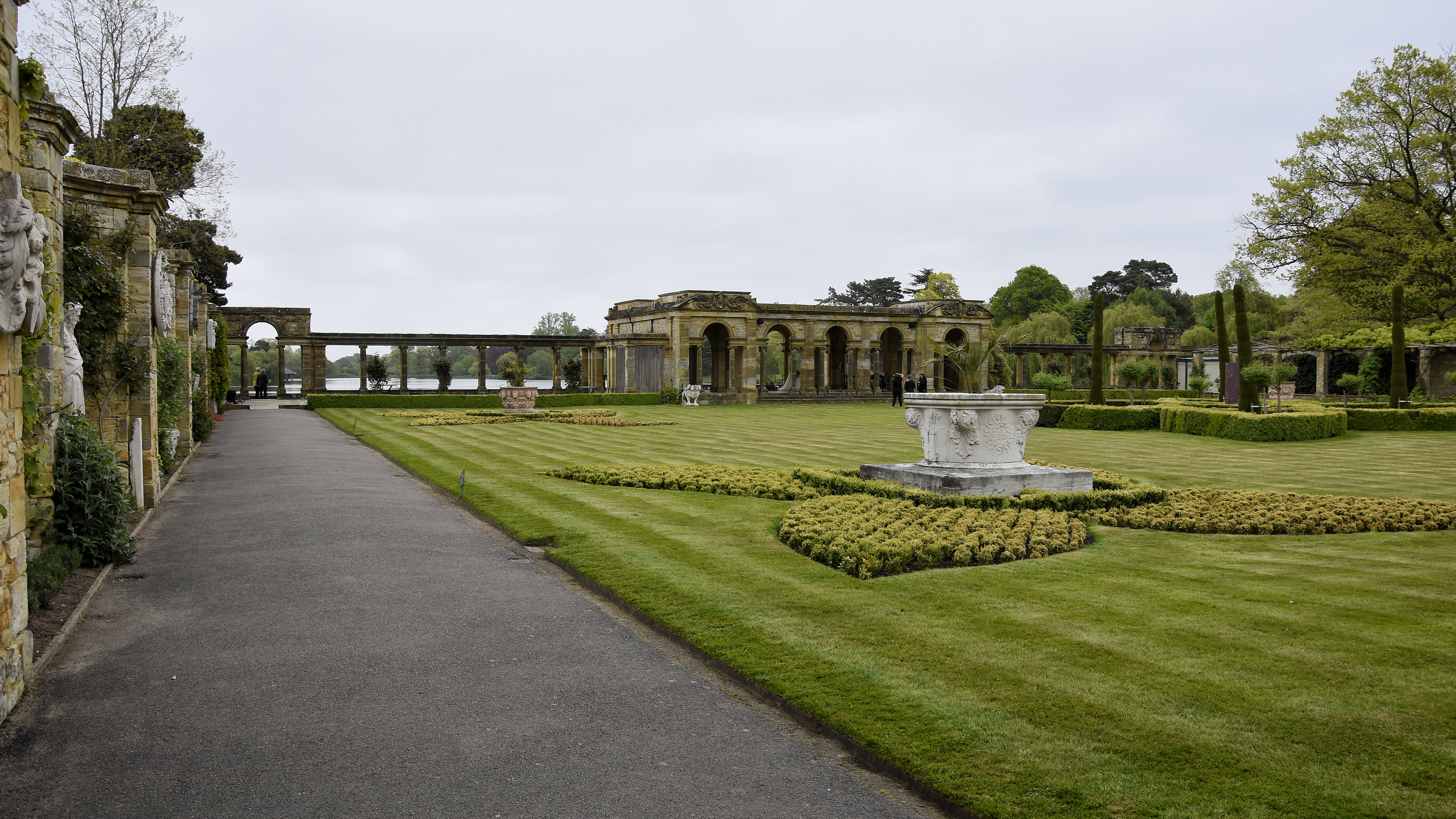
Hever Castle - tuin, loggia en meer
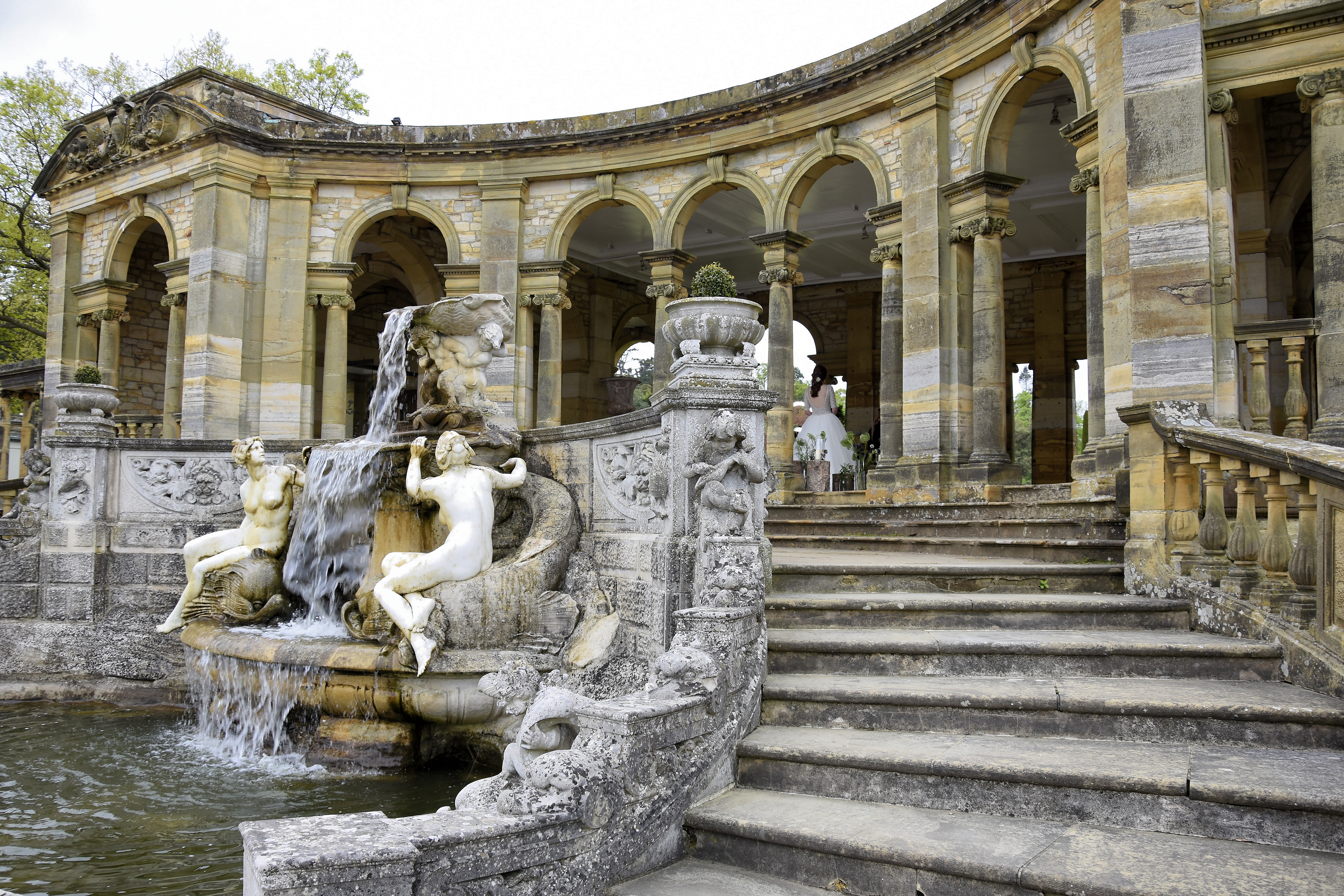
De loggia van Hever Castle
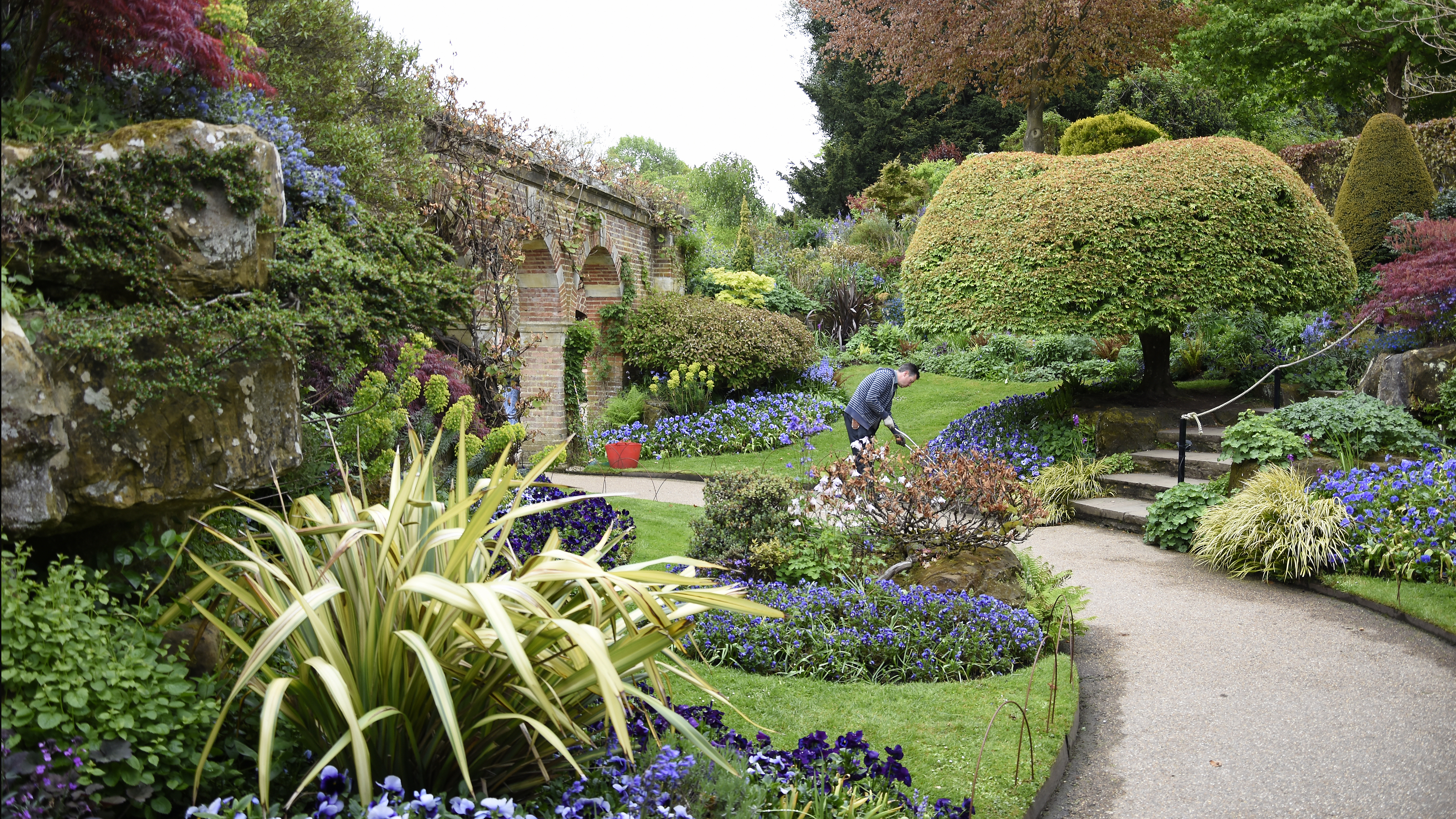
Rondom Hever Castle
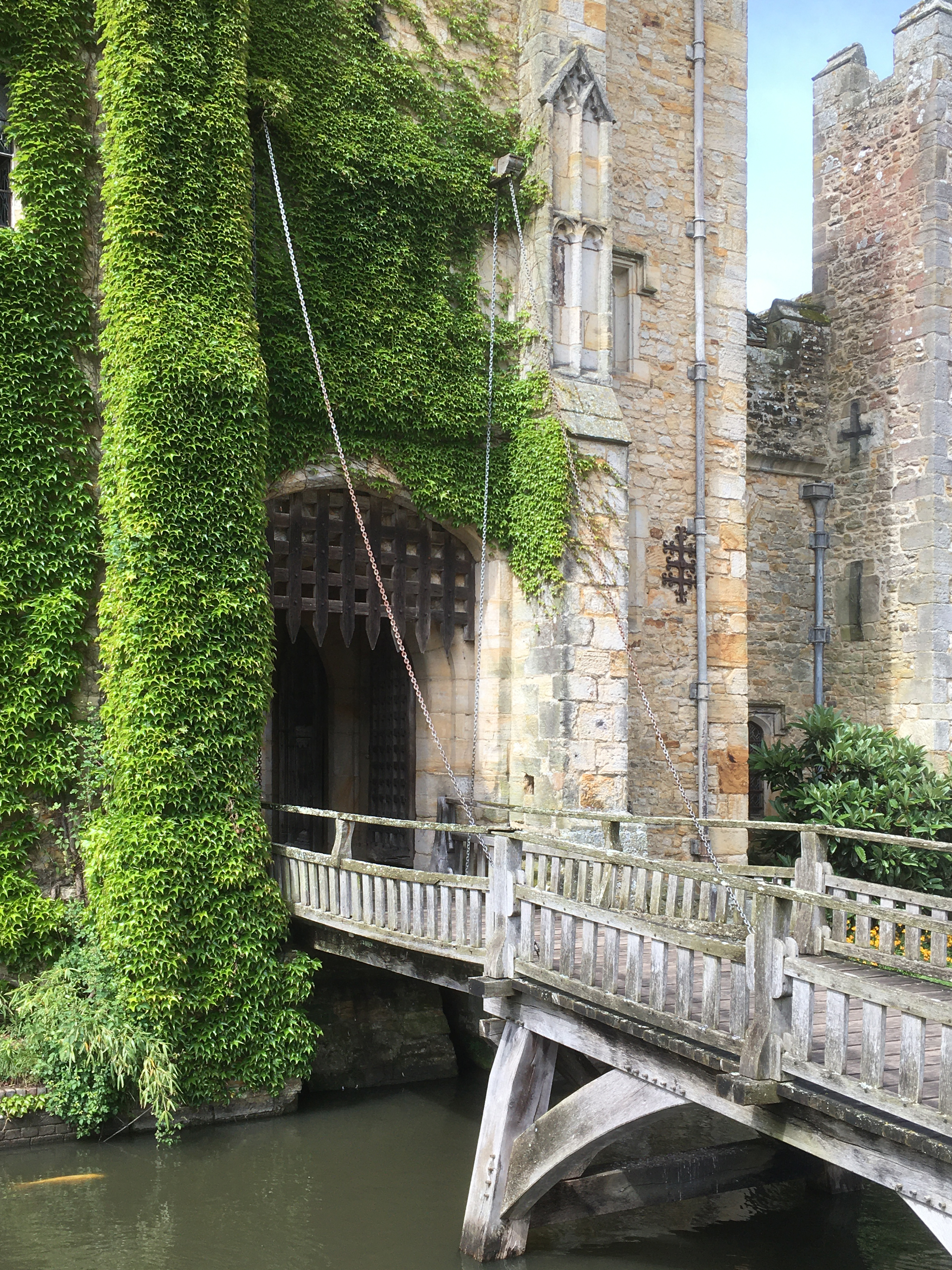
Poortgebouw and valbrug